# Sainte-Pazanne
Sainte-Pazanne är en kommun i departementet Loire-Atlantique i regionen Pays de la Loire i nordvästra Frankrike. Kommunen ligger i kantonen Le Pellerin som tillhör arrondissementet Nantes. År 2022 hade Sainte-Pazanne 7 209 invånare.

## Befolkningsutveckling
Antalet invånare i kommunen Sainte-Pazanne
| Referens: INSEE |